# داود العيسى
داود بندلي العيسى
صحافي فلسطيني ولد في مدينة يافا عام 1903، شارك بتأسيس والكتابة في عديد من الصحف.

## حياته
درس في المدرسة الأرثوذكسية في لبنان، عمل مديرا ادارياً لجريدة فلسطين اليومية التي كانت أول صحيفة يومية فلسطينية تصدر بأنتظام وأطولها عمراً وكانت وهي وزميلاتها من الصحف الفلسطينية تكتب ضد الأستعمار البريطاني والغزو الصهيوني. وبعدها أصدر صحيفة «البلاد» في القدس عام 1951. لقبه معارفه «بشيخ الصحافة» نظراً لدوره المركزي في رعاية الصحافة الفلسطينية وتنميتها. ساهم بتأسيس النادي الأرثوذكسي بيافا وعمل مديرا لجريدة الدستور قبل ان توفي في عمان عام 1983 ودفن بها.